# Morazzone
Morazzone är en ort och kommun i provinsen Varese i regionen Lombardiet i Italien. Kommunen hade 4 276 invånare (2018).